# KNVB Beker 2005/06 (vrouwen)
De 26ste editie van de KNVB Beker voor vrouwen werd gewonnen door Fortuna Wormerveer die in de finale Be Quick '28 versloegen. Voor Fortuna Wormerveer is het de vierde keer dat de beker veroverd werd en is daarmee voorlopig recordhouder.

## Finale
| Thuis              | Uitslag    | Uit          |
| ------------------ | ---------- | ------------ |
| Fortuna Wormerveer | 2-1 (n.v.) | Be Quick '28 |

1980/81 · 1981/82 · 1982/83 · 1983/84 · 1984/85 · 1985/86 · 1986/87 · 1987/88 · 1988/89 · 1989/90 · 
1990/91 · 1991/92 · 1992/93 · 1993/94 · 1994/95 · 1995/96 · 1996/97 · 1997/98 · 1998/99 · 1999/00 · 
2000/01 · 2001/02 · 2002/03 · 2003/04 · 2004/05 · 2005/06 · 2006/07 · 2007/08 · 2008/09 · 2009/10 · 
2010/11 · 2011/12 · 2012/13 · 2013/14 · 2014/15 · 2015/16 · 2016/17 · 2017/18 · 2018/19 · 2019/20 ·
2020/21 · 2021/22 · 2022/23 · 2023/24 · 2024/25